# Paracrites pichis
Paracrites pichis är en insektsart som beskrevs av Rehn, J.A.G. 1942. Paracrites pichis ingår i släktet Paracrites och familjen Tristiridae. Inga underarter finns listade i Catalogue of Life.